# Scruton-Wendel

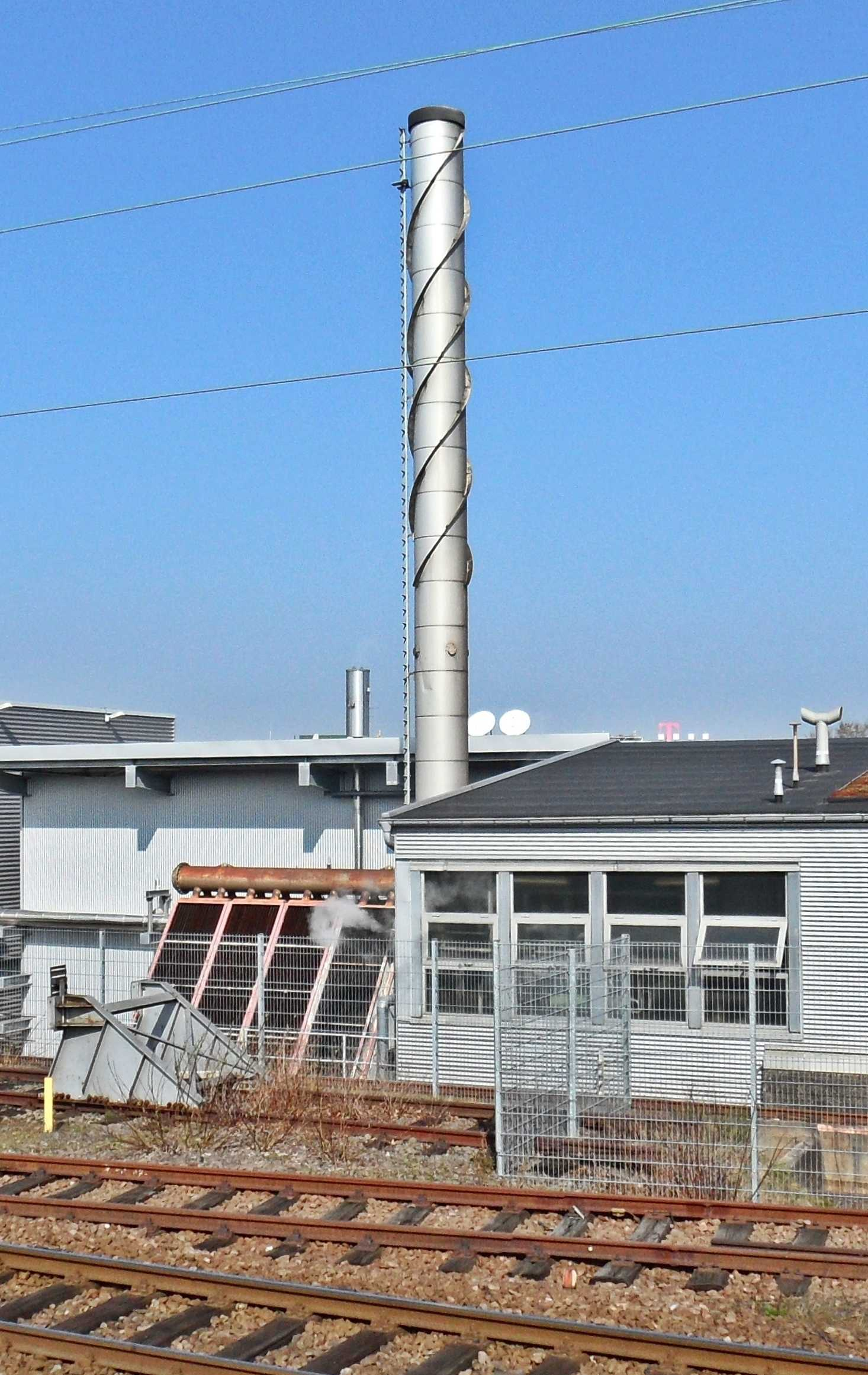
Scruton-Wendel an einem Schornstein

Eine Scruton-Wendel, auch Scruton-Spirale genannt, ist ein strömungsstörendes Element, welches an zylindrischen Objekten angebracht wird, die in einer Strömung stehen.
Der Name geht auf den Erfinder Christopher Scruton aus Hampton bei London zurück, der 1963 neben anderen an der National Research Development Corporation in London Stabilisierungstechniken für (Gebäude-)Konstruktionen entwickelte, die Windströmungen ausgesetzt sind. Nach ihm wird auch eine Einheit für Massendämpfungsparameter benannt – die Scrutonzahl.

## Funktionsweise
Steht ein zylindrischer Körper in einer Strömung, kommt es auf der strömungsabgewandten Seite zu Verwirbelungen, die das Objekt zum Schwingen anregen können. Die Schwingung entsteht im rechten Winkel zur Windrichtung. Trifft die Frequenz der Schwingung die Resonanzfrequenz des Objekts, schaukeln sich diese Schwingungen auf, was zu strukturalen Schäden und schlimmstenfalls zur vollständigen Zerstörung führen kann.
Die Scruton-Wendel ist eine Kante, die helixartig um den Zylinder gewunden wird. Sie bricht die Strömung und lenkt sie in verschiedene Richtungen ab. Da die Verwirbelungen nun nicht mehr alle auf der gleichen Seite entstehen und ihre Amplitude niedriger ist, können sie das Objekt nicht mehr in Schwingung versetzen. Allerdings wird im Gegenzug der Strömungswiderstand des Zylinders erhöht.
Typische Anwendungsfälle für die Scruton-Wendel sind hohe, freistehende Röhren wie Schornsteine oder Antennenmaste, wie z. B. der TK Testturm bei Rottweil, aber auch Halteseile von großen Hängebrücken in sturmgefährdeten Gegenden und die Aussteifungen von Containerbrücken. Zum Schutz vor Wasserströmungen und Wellen werden Stützpfeiler von Offshore-Förderplattformen ebenfalls mit einer Wendel umgeben.